# Brachionopus robustus
Brachionopus robustus é uma espécie de aranha pertencente à família Theraphosidae.